# 팔레 로얄 (뭄바이)
팔레 로얄는 인도 뭄바이에 보류중인 마천루이다.